# 1989 en bande dessinée
| Années de la bande dessinée : 1986 - 1987 - 1988 - 1989 - 1990 - 1991 - 1992    |
| Décennies de la bande dessinée : 1950 - 1960 - 1970 - 1980 - 1990 - 2000 - 2010 |

Cet article présente les faits marquants de l'année 1989 en bande dessinée.

## Événements
- 27 au 29 janvier : 16e Festival international de la bande dessinée d'Angoulême : Festival d'Angoulême 1989.
- janvier : Aux États-Unis, sortie de Sandman #1 (scénario de Neil Gaiman), chez DC Comics.
- 16 au 19 mars : 1er Salon européen de la bande dessinée à Grenoble
- 1er au 3 septembre : 1er Festival de Solliès-Ville
- octobre : Fin de la parution régulière du journal Pilote.
- Rachat de l'éditeur de petits formats Lug par l'éditeur nordique Semic.

## Nouveaux albums
Voir aussi : Albums de bande dessinée sortis en 1989

### Franco-belge
| Sortie    | Titre                                                                                                | Scénariste                          | Dessinateur                            | Coloriste        | Éditeur               |
| --------- | --- | ----------------------------------- | -------------------------------------- | ---------------- | --------------------- |
| octobre   | AdlerMuerte transit no 3                                                                             | René Sterne                         | René Sterne                            |                  | Le Lombard            |
| septembre | Aria, no 12 : Janessandre                                                                            | Michel Weyland                      | Michel Weyland                         |                  | Le Lombard            |
| septembre | Beatifica Blues, no 3 : Beatifica Blues 3                                                            | jean Dufaux                         | Griffo                                 |                  | Dargaud               |
| octobre   | Bernard Prince, no 15 : Orage sur le Cormoran                                                        | Greg                                | Dany                                   |                  | Le Lombard            |
| octobre   | BD Écrivains, no 1 : La saison des loups                                                             | Bernard Clavel - Malik              | Malik                                  |                  | Lefrancq              |
| janvier   | Bob Morane, no 40 : Snake                                                                            | Henri Vernes                        | Coria                                  |                  | Le Lombard            |
| juillet   | Bob Morane, no 41 : Le tigre des lagunes                                                             | Henri Vernes                        | Coria                                  |                  | Le Lombard            |
| février   | Bobo, no 11 : Le retour du greffé                                                                    | Deliège                             | Deliège                                |                  | Dupuis                |
| janvier   | Brougue, no 1 : Goff                                                                                 | Franz                               | Franz                                  |                  | Blanco                |
| octobre   | Broussaille, no 3 : La nuit du chat                                                                  | Bom                                 | Frank Pé                               |                  | Dupuis                |
| avril     | Capitaine Sabre, no 7 : Sur la route mandarine                                                       | Gine                                | Gine                                   |                  | Le Lombard            |
| février   | Cédric, no 1 : Premières classes                                                                     | Raoul Cauvin                        | Laudec                                 |                  | Dupuis                |
| août      | Cédric, no 2 : Classes de neige                                                                      | Raoul Cauvin                        | Laudec                                 |                  | Dupuis                |
| février   | Chlorophylle, no 14 : Le combat des mages                                                            | Bom                                 | Walli                                  |                  | Le Lombard            |
| octobre   | Chronique de la maison Le Quéant, no 5 : Les portes d'Alger                                          | Daniel Bardet                       | Patrick Jusseaume                      |                  | Glénat                |
| janvier   | Clotho, no 1 : Le gambit des innocents                                                               | Gérard Dewamme                      | Jacques Bonodot                        |                  | Glénat                |
| février   | Cubitus, no 19 : Cubitus, remets-nous ça!                                                            | Dupa                                | Dupa                                   |                  | Le Lombard            |
| octobre   | Cubitus, no 20 : Cubitus, toujours avec deux sucres                                                  | Dupa                                | Dupa                                   |                  | Le Lombard            |
| novembre  | Cubitus, no 21 : L'Esprit égaré                                                                      | Dupa                                | Dupa                                   |                  | Le Lombard            |
| octobre   | Dampierre, no 2 : Le temps des victoires                                                             | Yves Swolfs                         | Yves Swolfs                            |                  | Glénat                |
| janvier   | Dan Cooper, no 37 : La vrille                                                                        | Albert Weinberg                     | Albert Weinberg                        |                  | Dargaud               |
| août      | Le Destin de Sarah, no 3 : Le sourire de Sarah                                                       | Marc Hernu                          | Marc Hernu                             | Marc Hernu       | Glénat                |
| mai       | Donnington, no 1 : La nuit du léopard                                                                | Philippe Richelle                   | Jean-Yves Delitte                      |                  | Hélyode               |
| janvier   | Germain et nous…, no 12 : Et ça vaut quoi?                                                           | Serge Honorez                       | Frédéric Jannin                        |                  | Dupuis                |
| avril     | Giacomo C., no 2 : La chute de l'ange                                                                | Jean Dufaux                         | Griffo                                 |                  | Glénat                |
| novembre  | Gil Jourdan, HS : Les enquêtes de leurs amis                                                         | Turk - Bom                          | Turk                                   |                  | Soleil                |
| juillet   | Histoires et Légendes - Contes et sortilèges du moyen-Âge, no 26 : La danse de l'ours                | Marc-Renier                         | Marc-Renier                            |                  | Le Lombard            |
| janvier   | Hugo, no 4 : Le château des mouettes                                                                 | Bédu                                | Bédu                                   |                  | Le Lombard            |
| juin      | Ian Kalédine, no 8 : Le samouraï noir                                                                | Jean-Luc Vernal                     | Ferry                                  |                  | Le Lombard            |
| juin      | Jackson, no 1 : Les Bois-Brûlés                                                                      | Frank Giroud                        | Marc-Renier                            |                  | Le Lombard            |
| février   | Jeannette Pointu, no 5 : Reportages                                                                  | Marc Wasterlain                     | Marc Wasterlain                        |                  | Dupuis                |
| septembre | Jeremiah, no 14 : Simon est de retour                                                                | Hermann Huppen                      | Hermann Huppen                         |                  | Dupuis                |
| août      | Jérôme K. Jérôme Bloche, no 6 : Zelda                                                                | Alain Dodier                        | Alain Dodier                           |                  | Dupuis                |
| juin      | Jessica Blandy, no 5 : Peau d'Enfer                                                                  | Jean Dufaux                         | Renaud                                 |                  | Novedi                |
| janvier   | Jhen, no 7 : L'alchimiste                                                                            | Jacques Martin                      | Jean Pleyers                           |                  | Casterman             |
| mars      | Jimmy Tousseul, no 1 : Le serpent d'ébène                                                            | Stephen Desberg                     | Daniel Desorgher                       |                  | Dupuis                |
| septembre | Jimmy Tousseul, no 2 : L'atelier de la mort                                                          | Stephen Desberg                     | Daniel Desorgher                       |                  | Dupuis                |
| juin      | Jojo, no 2 : La fugue de Jojo                                                                        | Geerts                              | Geerts                                 |                  | Dupuis                |
| avril     | Julie, Claire, Cécile, no 6 : C'est quand les vacances?                                              | Bom                                 | Sidney                                 |                  | Le Lombard            |
| novembre  | Julien Boisvert, no 1 : Neêkibo                                                                      | Dieter                              | Michel Plessix                         |                  | Delcourt              |
| novembre  | L'Agent 212, no 11 : Sifflez dans le ballon!                                                         | Raoul Cauvin                        | Daniel Kox                             |                  | Dupuis                |
| avril     | La Geste de Gilles de Chin et du Dragon de Mons, no 1 : La Mémoire et la boue                        | Ptiluc                              | Ptiluc                                 |                  | Vents d'Ouest         |
| juin      | La Guerre éternelle (2)                                                                              | Joe Haldeman                        | Marvano                                |                  | Aire libre            |
| novembre  | La Guerre éternelle (3)                                                                              | Joe Haldeman                        | Marvano                                |                  | Dupuis - Aire libre   |
| février   | La Toile et la Dague, no 3 : Le Prince foudroyé                                                      | Jean Dufaux                         | Édouard Aidans                         |                  | Dargaud               |
| décembre  | Le Cycle de Taï-Dor, no 3 : Gilles de Taï-Dor                                                        | Serge Le Tendre - Rodolphe          | Jean-Luc Serrano                       |                  | Vents d'Ouest         |
| avril     | Lefranc, no 11 : La cible                                                                            | Jacques Martin                      | Gilles Chaillet                        |                  | Casterman             |
| septembre | Léo Tomasini, no 2 : Et rops-la-boum                                                                 | Francis Delvaux                     | Philippe Francq                        |                  | Dargaud               |
| mai       | ElfQuest - Le Pays des elfes, no 8 : Les Mains de Nonna                                              | Wendi Pini                          | Richard Pini                           |                  | Vents d'Ouest         |
| avril     | Le Scrameustache, no 18 : D'où viens-tu, Scrameustache?                                              | Walt                                | Gos                                    |                  | Dupuis                |
| novembre  | Le Scrameustache, no 19 : Les figueuleuses                                                           | Walt                                | Gos                                    |                  | Dupuis                |
| novembre  | Le soleil des loups, no 2 : Le Creuset de la douleur                                                 | Gilles Gonnort                      | Arthur Qwak                            |                  | Vents d'Ouest         |
| septembre | Les 4 As, no 26 : Et la navette spatiale                                                             | Georges Chaulet                     | François Craenhals - Jacques Debruynne |                  | Casterman             |
| août      | Les Sept Vies de l'Épervier, no 5 : Le maître des oiseaux                                            | Patrick Cothias                     | André Juillard                         |                  | Glénat                |
| mars      | Les Aigles décapitées, no 4 : L'hérétique                                                            | Jean-Charles Kraehn                 | Jean-Charles Kraehn                    |                  | Glénat                |
| janvier   | Les Casseurs, no 16 : L'heure du requin                                                              | André-Paul Duchâteau                | Christian Denayer                      |                  | Le Lombard            |
| septembre | Les Centaures, no 6 : Centaures et Petits hommes chez pharaon Kelvinhator III                        | Pierre Seron                        | Pierre Seron                           |                  | MC Productions        |
| septembre | Les Enfants de la Salamandre, no 2 : Arkadin                                                         | Jean Dufaux                         | Renaud                                 |                  | Novedi                |
| janvier   | Les Esclaves de la Torpeur, no 2 : L'exorcisme de midi                                               | Alain Streng                        | Baudoin De Ville                       |                  | Dargaud               |
| février   | Les Femmes en blanc, no 5 : J'étais infirme hier                                                     | Raoul Cauvin                        | Philippe Bercovici                     |                  | Dupuis                |
| septembre | Les Femmes en blanc, no 6 : Gai rire à tout prix                                                     | Raoul Cauvin                        | Philippe Bercovici                     |                  | Dupuis                |
| avril     | Le Gang Mazda, no 2 : Le gang Mazda mène la danse                                                    | Bernard Hislaire                    | Christian Darasse                      |                  | Dupuis                |
| mai       | Les Motards, no 5 : Jeux de mots, tôt... jeux de mots, tard...                                       | Charles Degotte                     | Charles Degotte                        |                  | Dupuis                |
| octobre   | Les Petits Hommes, no 25 : Petits hommes et mini-gagagags                                            | Pierre Seron                        | Pierre Seron                           |                  | Dupuis                |
| octobre   | L'intégrale des pieds nickelés, tome 1 : Le chanvre berrichon - Le raid Paris-Tombouctou - Banquiers | Roland de Montaubert                | René Pellos                            |                  | Vents d'Ouest         |
| janvier   | Les Tours de Bois-Maury, no 5 : Alda                                                                 | Hermann Huppen                      | Hermann Huppen                         |                  | Glénat                |
| avril     | Les Tuniques bleues, no 29 : En avant l'amnésique!                                                   | Raoul Cauvin                        | Lambil                                 |                  | Dupuis                |
| décembre  | Les Tuniques bleues, no 30 : La Rose de Bantry                                                       | Raoul Cauvin                        | Lambil                                 |                  | Dupuis                |
| mai       | Loïc Francœur, no 2 : Le monstre du Youdig                                                           | Bernard Capo                        | Bernard Capo                           |                  | Le Lombard            |
| novembre  | Madila, no 2 : Rouge rubis                                                                           | Chantal De Spiegeleer               | Chantal De Spiegeleer                  |                  | Le Lombard            |
| mars      | Marsupilami, no 3 : Mars le noir                                                                     | Franquin - Yann                     | Batem                                  |                  | Marsu Productions     |
| novembre  | Marsupilami, no 4 : Le polen du Monte Urticando                                                      | Franquin - Yann                     | Batem                                  |                  | Marsu Productions     |
| avril     | Metropoles, no 1 : Les pierres de Rome                                                               | Michel Danverre                     | Peter Li                               |                  | Le Lombard            |
| janvier   | Michel Vaillant, no 52 : F3000                                                                       | Jean Graton                         | Jean Graton                            |                  | Graton éditeur        |
| avril     | M. Rectitude et Génial Olivier no 17 : Le génie se multiplie                                         | Jacques Devos                       | Jacques Devos                          |                  | Dupuis                |
| octobre   | Natacha, no 14 : Cauchemirage                                                                        | Mythic                              | Walthéry                               |                  | Marsu Productions     |
| octobre   | Neige, no 3 : L'aube rouge                                                                           | Didier Convard                      | Gine                                   |                  | Le Lombard            |
| juillet   | Papyrus, no 12 : L'obélisque                                                                         | Luc de Gieter                       | Luc de Gieter                          |                  | Dupuis                |
| janvier   | Pastiches, no 5 : Le pastiche des pastiches                                                          | Roger Brunel                        | Roger Brunel                           |                  | Glénat                |
| février   | Péché mortel, no 1 : Le Virus du pouvoir                                                             | Toff                                | Béhé                                   |                  | Vents d'Ouest         |
| juin      | Pierre Tombal, no 6 : Côte à l'os                                                                    | Raoul Cauvin                        | Hardy                                  |                  | Dupuis                |
| février   | Poupée d'ivoire, no 2 : La griffe de bronze                                                          | Franz Drappier                      | Franz Drappier                         |                  | Glénat                |
| janvier   | Ric Hochet, no 46 : Les témoins de satan                                                             | André-Paul Duchâteau                | Tibet                                  |                  | Le Lombard            |
| septembre | Ric Hochet, no 47 : Les jumeaux diaboliques                                                          | André-Paul Duchâteau                | Tibet                                  |                  | Le Lombard            |
| octobre   | Rona, no 5 : Le bouclier de Luctérios                                                                | Malo Louarn                         | Malo Louarn                            |                  | Éditions Ouest-France |
| juin      | Sammy, no 25 : Le mandarin                                                                           | Raoul Cauvin                        | Berck                                  |                  | Dupuis                |
| décembre  | Sammy, no 26 : Crash à Wall Street                                                                   | Raoul Cauvin                        | Berck                                  |                  | Dupuis                |
| septembre | Solange, no 3 : Canevas pour un théâtre de marionnettes                                              | Marco Tomatis                       | Cinzia Ghigliano                       | Cinzia Ghigliano | Casterman             |
| juin      | SOS Bonheur (3)                                                                                      | Jean Van Hamme                      | Griffo                                 |                  | Dupuis - Aire libre   |
| novembre  | Spirou et Fantasio, no 41 : La vallée des bannis II                                                  | Philippe Tome                       | Janry                                  |                  | Dupuis                |
| janvier   | Thanéros, no 1 : Le chant du majordome                                                               | Claude Carré - Denis Parent         | Éric Larnoy                            |                  | Novedi                |
| février   | Thomas Noland, no 4 : Les naufragés de la jungle                                                     | Daniel Pecqueur                     | Franz                                  |                  | Dargaud               |
| mai       | Thorgal, no 14 : Aaricia                                                                             | Jean Van Hamme                      | Grzegorz Rosiński                      |                  | Le Lombard            |
| octobre   | Thorgal, no 15 : Le Maître des montagnes                                                             | Jean Van Hamme                      | Grzegorz Rosiński                      |                  | Le Lombard            |
| octobre   | Tif et Tondu, no 38 : La tentation du Bien                                                           | Stephen Desberg                     | Will                                   |                  | Dupuis                |
| octobre   | Timon des Blés, no 3 : L'habit rouge                                                                 | Daniel Bardet                       | Erik Arnoux                            |                  | Glénat                |
| avril     | Les Timour, no 27 : Au fil du temps                                                                  | Xavier Snoeck                       | Sirius                                 |                  | Dupuis                |
| mars      | Toupet, no 1 : Toupet frappe toujours deux fois                                                      | Christian Godard                    | Albert Blesteau                        |                  | Dupuis                |
| septembre | Toupet, no 2 : Toupet casse la baraque                                                               | Christian Godard                    | Albert Blesteau                        |                  | Dupuis                |
| ?         | Ugaki, no 3 : Le Brigand Namban                                                                      | Robert Gigi                         | Robert Gigi                            |                  | Dargaud               |
| juin      | Vasco, no 8 : Le chemin de Montségur                                                                 | Gilles Chaillet                     | Gilles Chaillet                        |                  | Le Lombard            |
| octobre   | Vic Voyage, no 5 : Brasil !                                                                          | Sergio Macedo                       | Sergio Macedo                          | Sergio Macedo    | Vaisseau d'argent     |
| novembre  | Victor Sackville, no 4 : Le loup des Ardennes                                                        | Gabrielle Borile - François Rivière | Francis Carin                          |                  | Le Lombard            |
| septembre | Yakari, no 15 : La rivière de l'oubli                                                                | Job                                 | Derib                                  |                  | Casterman             |

### Comics
| Sortie | Titre       | Scénariste | Dessinateur | Coloriste | Éditeur |
| ------ | ----------- | ---------- | ----------- | --------- | ------- |
| ?      | à compléter |            |             |           |         |
| ?      | …           |            |             |           |         |

### Mangas
| Sortie | Titre       | Scénariste | Dessinateur | Coloriste | Éditeur |
| ------ | ----------- | ---------- | ----------- | --------- | ------- |
| ?      | à compléter |            |             |           |         |
| ?      | …           |            |             |           |         |

## Naissances
- Naissance de Efix

## Décès
- 31 janvier : Bob Dunn, auteur de comics
- 9 février : Osamu Tezuka (Astro, le petit robot)
- 7 mars : Norman Saunders, dessinateur de couverture de comics
- 30 mars : Mike Sekowsky, dessinateur de comics
- 10 juillet : Jean-Michel Charlier (Blueberry, Tanguy et Laverdure, Buck Danny, Barbe-Rouge)
- 8 août : George Papp, auteur de comics, co-créateur de Green Arrow
- 9 novembre : Dut
- 22 novembre : C. C. Beck, créateur de Captain Marvel.
- Ethel Hays, auteure de comics